# Aal de Dragonder
Aal de Dragonder (gestorven vóór 1710) was als soldaat gekleed toen zij in Rotterdam werd neergestoken en overleed bij een onderlinge vechtpartij tussen soldaten. Daarna bleek pas dat ze een vrouw was in travestie.
Haar stoffelijke resten werden niet begraven maar overgedragen aan de geneeskundige school en kennelijk gebruikt voor de anatomische les. Daarna werden haar huid en haar skelet meer dan 100 jaar als bezienswaardigheid tentoongesteld in de Rotterdamse snijkamer.